# Live in Europe 1993
Live in Europe 1993 è un album dal vivo del gruppo rock britannico Deep Purple, pubblicato nel 2006, registrato nel 1993.

## Tracce
Tutte le tracce sono di Ritchie Blackmore, Ian Gillan, Roger Glover, Jon Lord e Ian Paice, eccetto dove indicato.

### Live at Schleyer Halle (Stuttgart)
Disco 1
1. Highway Star – 7:20
2. Black Night – 6:15
3. Talk About Love – 4:22
4. A Twist in the Tale (Blackmore, Gillan, Glover) – 4:37
5. Perfect Strangers (Blackmore, Gillan, Glover) – 6:56
6. The Mule – 2:19
7. Difficult to Cure (Beethoven's Ninth) / Keyboard Solo (Ludwig van Beethoven) – 8:08
8. Knocking at Your Back Door (Gillan, Blackmore, Glover) – 9:40
9. Anyone's Daughter – 4:16
10. Child in Time – 11:09
11. Anya (Blackmore, Gillan, Glover, Lord) – 12:14

Disco 2
1. The Battle Rages On – 6:37
2. Lazy – 8:55
3. In the Hall of the Mountain King (Edvard Grieg) – 1:54
4. Space Truckin' – 2:26
5. Woman from Tokyo – 2:08
6. Paint It, Black / Mandrake Root (Mick Jagger, Keith Richards) – 5:35
7. Speed King / Burn – 7:24
8. Hush (Joe South) – 3:32
9. Smoke on the Water – 12:28

### Live at the NEC (Birmingham)
Disco 1
1. Highway Star – 8:12
2. Black Night – 5:19
3. Talk About Love – 4:16
4. A Twist in the Tale (Blackmore, Gillan, Glover) – 4:37
5. Perfect Strangers (Blackmore, Gillan, Glover) – 6:48
6. Difficult to Cure (Beethoven's Ninth) (Ludwig van Beethoven) – 2:51
7. Jon's Keyboard Solo (Lord) – 6:13
8. Knocking at Your Back Door (Blackmore, Gillan, Glover) – 8:48
9. Anyone's Daughter – 3:47

Disco 2
1. Child in Time – 10:12
2. Anya (Gillan, Blackmore, Glover, Lord) – 7:16
3. The Battle Rages On (Blackmore, Gillan, Lord, Paice) – 6:23
4. Lazy & Drum Solo – 7:21
5. Space Truckin' – 2:42
6. Woman from Tokyo – 2:22
7. Paint It, Black (Jagger, Richards) – 7:04
8. Hush (South) – 3:22
9. Smoke on the Water – 9:41

## Formazione
- Ian Gillan - voce
- Ritchie Blackmore - chitarra
- Roger Glover - basso
- Jon Lord - tastiera
- Ian Paice - batteria